# Талица (Ростиловское муниципальное образование)
Талица — деревня в Грязовецком районе Вологодской области.
Входит в состав Ростиловского муниципального образования, с точки зрения административно-территориального деления — в Ростиловский сельсовет.
Расстояние по автодороге до районного центра Грязовца — 4,8 км, до центра муниципального образования Ростилово — 4 км. Ближайшие населённые пункты — Горка, Корнильевская Слобода, Корнильево, Льнозавода.
По переписи 2002 года население — 13 человек.